# Park Ji-won
Park Ji-won (Gangneung, 23 settembre 1996) è un pattinatore di short track sudcoreano.

## Biografia
Ha studiato educazione fisica all'Università Dankook di Seul. È allenato da Jin Seon-yu e dal tecnico della nazionale Song Kyung-taek.
Ai mondiali di Seul 2016 ha vinto la medaglia di bronzo nella staffetta 5000 metri.

## Palmarès

### Mondiali
- 7 medaglie:
  - 3 ori (staffetta 5000 m a Sofia 2019; 1000 m e 1500 m a Seul 2023);
  - 1 argento (staffetta 5000 m a Rotterdam 2024);
  - 3 bronzi (staffetta 5000 m a Seul 2016; staffetta 5000 m a Seul 2023; staffetta 5000 m a Pechino 2025).

### Universiadi
- 5 medaglie:
  - 3 ori (1500 m ad Almaty 2017; 500 m e staffetta 5000 m a Krasnojarsk 2019);
  - 1 argento (1000 m ad Almaty 2017);
  - 1 bronzo (1000 m a Krasnojarsk 2019).